# 小苞雪莲
小苞雪莲（学名：Saussurea pubifolia var. lhasaensis）为菊科风毛菊属下的一个变种。

## 扩展阅读
- 維基物種上的相關：小苞雪莲